# Ophrah
Ophrah  è un nome proprio di persona ebraico maschile.

## Varianti
- Maschili: עָפְרָה ('Ofrah, Ofra)[1], עֹפֶר, עוֹפֶר (Ofer)[1]
- Femminili: עָפְרָה (Ofra)[1]

## Origine e diffusione

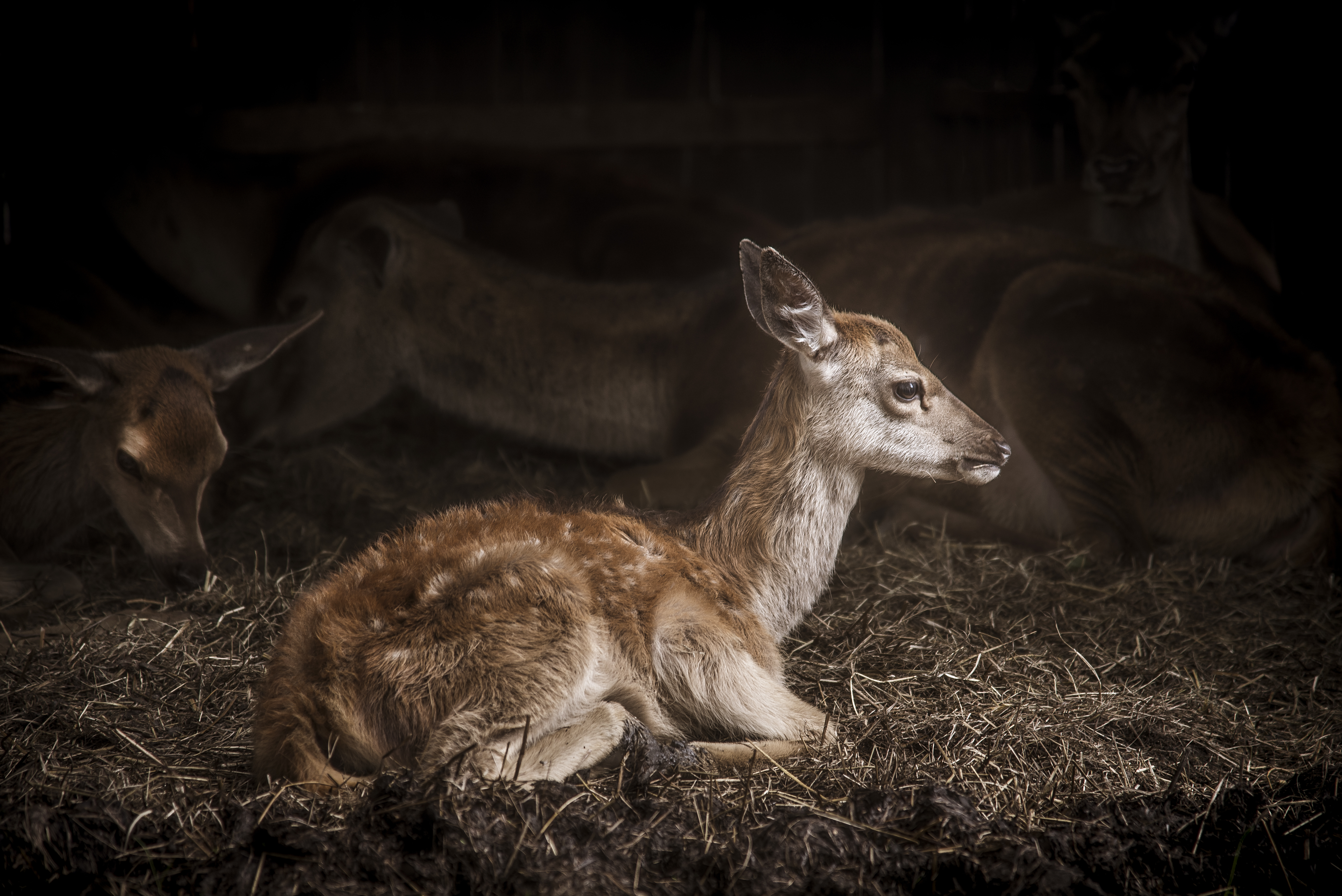
Un cerbiatto di cervo reale

Riprende il termine ebraico עָפְרָה ('Ofrah), che vuol dire "cerbiatto", lo stesso significato del nome Damhnait; si tratta di un nome biblico, portato nell'Antico Testamento sia da un discendente di Giuda menzionato in 1Cr 4:14, sia da alcune città. 
Non va confuso con il nome Orpah, che ha origine differente. La variante Ofra, in origine solo maschile, è divenuta in seguito anche nome femminile.

## Onomastico
Il nome è adespota, cioè non è portato da alcun santo. L'onomastico ricade pertanto il 1º novembre, giorno di Ognissanti.

## Persone

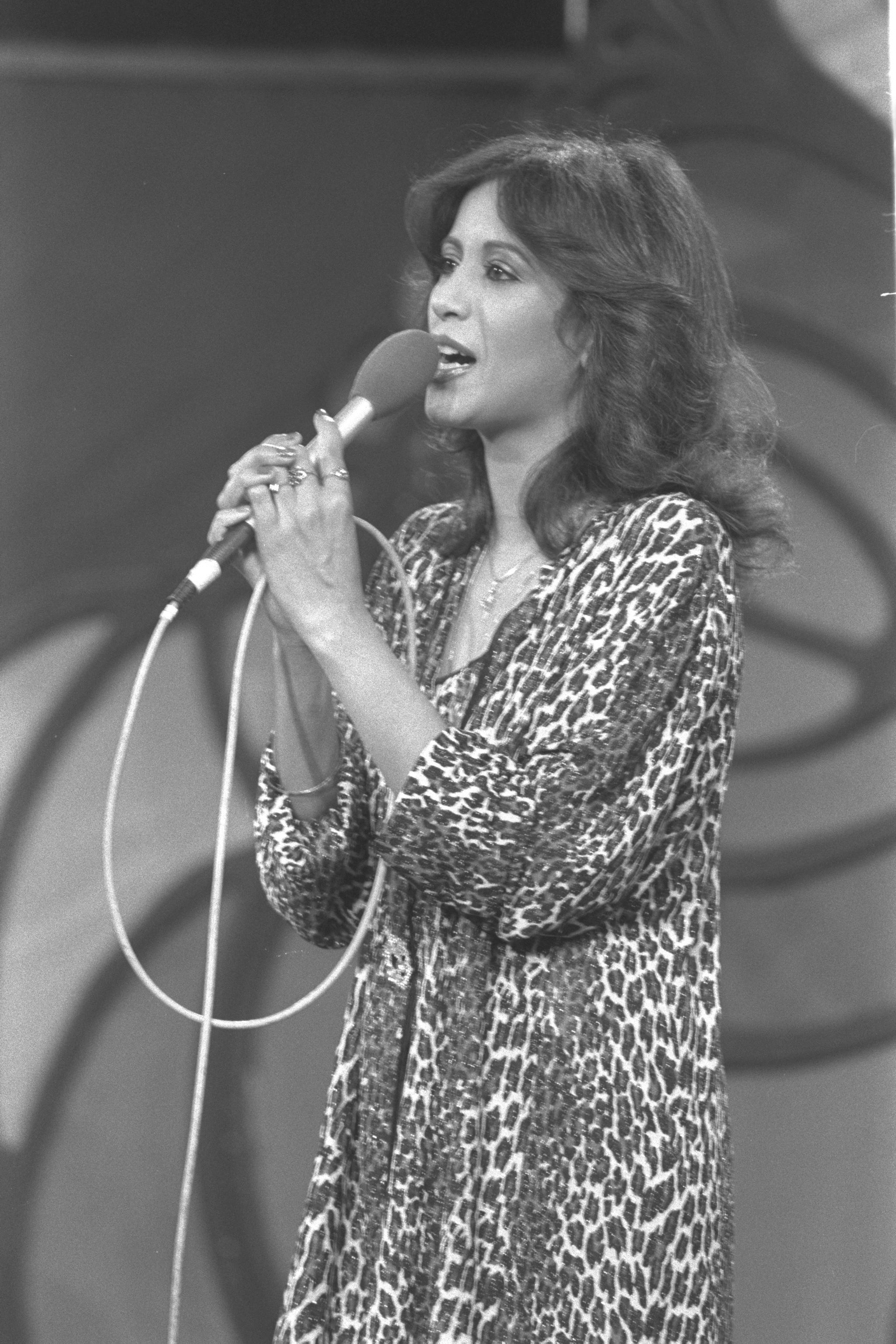
Ofra Haza

### Variante Ofer
- Ofer Fleisher, cestista israeliano
- Ofer Verta, calciatore israeliano
- Ofer Yaakobi, cestista israeliano

### Variante femminile Ofra
- Ofra Harnoy, violoncellista canadese
- Ofra Haza, cantante e attrice israeliana